# Stan Brown
Stanley Brown, conosciuto anche come Loady Brown, detto Stan (Filadelfia, 27 giugno 1929 – Dover, 2 agosto 2009), è stato un cestista statunitense, professionista nella ABL, nella BAA e nella NBA.